# Partido Reformista Social Cristão
O Partido Reformista Social Cristão (PRSC) é um partido político da República Dominicana, formado pela fusão do Partido Reformista (estabelecido em 1963 por Joaquín Balaguer, que nesse momento estava exilado nos Estados Unidos) e o Partido Revolucionário Social Cristão, tem uma linha de reformismo, democracia cristã, conservadorismo social e liberalismo econômico, se posicionado na centro-direita do especto político. 
Alguns dos fundadores do PRSC e seus líderes, foram originalmente líderes empresários e católicos opositores ao comunismo, democracia socialista e tendências social-democratas de Juan Bosch, do Partido Revolucionário Dominicano e o Partido da Libertação Dominicana, respectivamente.

## História

Emblema usado pelo Partido Reformista até a fusão

O Partido Reformista foi fundado em 1963 pelo então ex-presidente Joaquín Balaguer no exílio nos Estados Unidos. Para fazer uma oposição ao PRD que estava no poder e era comandado por Juan Bosch, depois da Guerra Civil Dominicana, em 1966, o partido concorreu nas eleições gerais daquele ano, onde Balaguer venceu com 57,66% dos votos contra 39,04% de Bosch.  além de obter maioria nas duas casas do congresso.
Os 12 anos de Balaguer
Nos seus 12 anos de governo de Joaquín Balaguer, o país conseguiu se desenvolver economicamente após a ditadura de Rafael Trujillo e a guerra civil, porém, seu governo recebeu diversas reclamações de perseguições contra opositores, principalmente do PRD, o que fez o partido se retirar das eleições de 1970 e 1974 no dia anterior à eleição. 
Eleição de 1978
Nas eleições de 1978, o clima era tenso, enquanto os governistas temiam uma derrota a coligação da oposição liderada pelo PRD, na oposição, o medo era de uma fraude por parte dos governistas, o PRD fez uma campanha pesada e conseguiu vencer com 52% de Antonio Guzmán contra 43% de Balaguer, durante a contagem, os militares pararam a contagem para impedir a posse de Guzmán, mas o presidente pediu para que continuasse a contagem. No fim, o PRD conseguiu a maioria no congresso.
Fusão e retomada
Após as derrotas do partido em 1978 e 1982, o partido se fundiu em 1984 se fundiu com o Partido Revolucionário Social Cristão formando o Partido Reformista Social Cristão. Em 1986, o partido lançou Joaquín Balaguer pela 6° vez seguida, mesmo com 80 anos, com a divisão do PRD  e a fundação do PLD, Balaguer venceu com uma vantagem apertada 41 a 39 contra Jacobo Majluta. O Partido conseguiu o controle do Senado, porém a Câmara ficou no controle do PRD. 
Mais 10 anos no poder.
Balaguer foi reeleito em 1990 (conseguiu maioria no Senado) e 1994 (sem o controle do congresso), mas após acusações de fraude, se fez um acordo com o líder do Partido Revolucionário Dominicano, o ex-prefeito de Santo Domingo, José Francisco Peña Gómez conhecido como "Pacto por la democracia" (Pacto pela democracia), onde limitava o mandato do presidente para 2 anos, onde seriam convocadas novas eleições e Balaguer não concorreria, colocando o fim do PRSC no poder.
Decadência
Nas eleições de 1996, o vice-presidente Jacinto Peynado foi lançado como candidato pelo partido não avançando ao segundo turno. O presidente anunciou seu apoio ao candidato do PLD Leonel Fernández que venceu por 52% a 48% de Peña Gómez.
Em 2000, Balaguer concorreu mais uma vez, mesmo com 94 anos e cego por causa de um glaucoma, ele terminou en 3° lugar. Naquela eleição, Hipólito Mejía (PRD) terminou em 1° com 49,9%, Danilo Medina (PLD) em 2° com 24,9%  e Balaguer com 24,6% (uma diferença de 10,997 votos). Danilo procurou Balaguer para refazer a "aliança patriótica" que tinham feito 4 anos antes, mas, Balaguer recusou, fazendo Medina entregar a presidência para Mejía.
O Partido decaiu ainda mais depois da morte de Balaguer, o PRSC lançou candidaturas próprias em 2004 com Edurdo Estrella e em 2008 com Amable Aristy obtendo 8,65 e 4,56% dos votos respectivamente. A partir daí, o partido focou em fazer  com antigos rivais, em 2012, o PRSC aliou-se com o PLD e em 2016 e 2020 com o Partido Revolucionário Dominicano, assim, fazendo parte da coligação que elegeu o presidente Luis Abinader. Hoje o PRSC conta com 6 deputados e 5 senadores sendo a 3° maior bancada do congresso nacional.